# Сергєйцево (Псковська область)
Сергєйцево (рос. Сергейцево) — присілок в Пустошкинському районі Псковської області Російської Федерації.
Населення становить 295 осіб. Входить до складу муніципального утворення Пригородна волость.

## Історія
Від 2015 року входить до складу муніципального утворення Пригородна волость.

## Населення
| 2002 | 2010 |
| ---- | ---- |
| 357  | ↘295 |